# 도요타마군

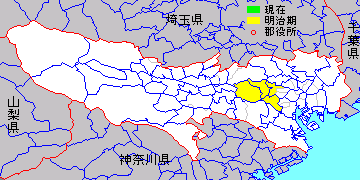
도쿄부 도요타마군의 범위

도요타마군(豊多摩郡 도요타마군[*])은 도쿄도에 있던 옛 군이다. 현재는 스기나미구에 있는 도쿄도립 토요타마 고등학교 등에서 이름을 찾아볼 수 있다.

## 군역
현재의 도쿄도 시부야구 스기나미구 및 신주쿠구의 일부(도쓰카, 니시와세다, 도야마, 오쿠보, 가부키초, 니시신주쿠 및 신주쿠의 일부)에 해당된다.

## 역사

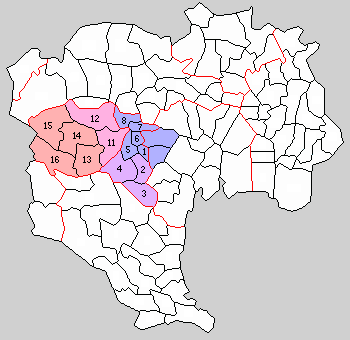
1.나이토신주쿠정 2.센다가야촌 3.시부야촌 4.요요하타촌 5.요도바시정 6.오오쿠보촌 7.토츠카촌 8.오치아이촌 11.나카노촌 12.노가타촌 13.와다호리우치촌 14.스기나미촌 15.이오기촌 16.타카이도촌(청색: 신주쿠구, 보라색: 시부야구 빨간색: 나카노구, 오렌지색: 스기나미구)

- 1896년 (메이지 29년) 4월 1일 - 미나미토시마군과 히가시타마군을 병합해 발족. 군청은 요도바시쵸다이시 요도바시쵸정 후타쓰야 291에 설치 (2정 12촌)
  - (구)미나미토시마군 - 나이토신주쿠정, 요도바시정, 오쿠보촌, 도쓰카촌, 오치아이촌 (현: 신주쿠구), 시부야촌, 센다가야촌, 요요하타촌 (현: 시부야구)
  - (구)히가시타마군 - 나카노촌, 노가타촌 (현 나카노구), 스기나미촌, 와다호리노우치촌, 이오기촌, 다카도촌 (현: 스기나미구)
- 1897년 (메이지 30년) 2월 1일 - 나카노촌이 정제 시행으로 나카노정으로 변경 (3정 11촌)
- 1899년 (메이지 32년) 7월 1일 - 군제 시행
- 1907년 (메이지 40년) 4월 1일 - 센다가라촌이 정제시행으로 센다가야정으로 변경 (4정 10촌)
- 1909년 (메이지 42년) 1월 1일 - 시부야촌이 정제시행으로 시부야정으로 변경 (5정 9촌)
- 1912년 (다이쇼 원년) 12월 1일 - 오쿠보촌이 정제시행으로 오쿠보정으로 변경 (6정 8촌)
- 1914년 (다이쇼 3년) 1월 1일 - 도쓰카촌이 정제시행으로 도쓰카정으로 변경 (7정 7촌)
- 1915년 (다이쇼 4년) 11월 10일 - 요요하타촌이 정제시행으로 요요하타정으로 변경 (8정 6촌)
- 1920년 (다이쇼 9년) 4월 1일 - 나이토신주쿠정이 도쿄시에 편입, 요쓰야구의 일부가 됨 (현: 신주쿠구)
- 1923년 (다이쇼 12년) 4월 1일 - 군제도를 폐지하나 군청은 그대로 둔다. 그 해 간토 대지진 이후 특별시가지화로 이어지게 되었다.
- 1924년 (다이쇼 13년) 2월 1일 - 오치아이촌이 정제시행으로 오치아이정으로 변경 (8정 5촌)
  - 4월 1일 - 노가타촌이 정제시행으로 노가타정으로 변경 (9정 4촌)
  - 6월 1일 - 스기나미촌이 정제시행으로 스기나미정으로 변경 (10정 3촌)
- 1926년 (다이쇼 15년) 7월 1일 (13정)
  - 군청 폐지
  - 와다호리우노치촌이 정제 시행으로 와다호리정으로 변경
  - 이오기촌이 정제 시행으로 이오기정으로 변경
  - 다카이도촌이 정제 시행으로 다카이도정으로 변경
- 1932년 (쇼와 7년) 10월 1일 - 전 지역 도쿄시에 편입, 같은날 에바라군, 기타토시마군, 미나미아다치군, 미나미카쓰시카군과 함께 군 폐지
  - 나카노정, 노가타정 → 나카노구
  - 스기나미정, 와다호리정, 이오기정, 타카이도정 → 스기나미구
  - 시부야정, 센다가야정, 요요하타정 → 시부야구
  - 요도바시정, 오오쿠보정, 토즈카정, 오치아이정 → 요도바시구(현. 신주쿠구)

## 변천표
| 메이지시대 22년이전 | 옛군           | 메이지시대 29년 4월 1일 | 메이지시대 29년-메이지시대 45년 | 다이쇼시대 1년-다이쇼시대 15년                | 쇼와시대 1년-쇼와시대 19년                      | 쇼와시대 1년-쇼와시대 19년              | 쇼와시대 20년-쇼와시대 39년            | 쇼와시대 20년-쇼와시대 39년      | 쇼와시대 40년-쇼와시대 64년 | 헤이세이 시대 1년-현재 | 현재       |
| ------------------- | -------------- | ----------------------- | ------------------------------- | --------------------------------------------- | ----------------------------------------------- | --------------------------------------- | -------------------------------------- | -------------------------------- | --------------------------- | ---------------------- | ---------- |
|                     | 미나미도시마군 | 나이토신주쿠정          | 나이토신주쿠정                  | 다이쇼시대 9년 4월 1일 도쿄시 요쓰야구에 편입 | 쇼와 18년 7월 1일 도쿄도 요쓰야구               | 쇼와 18년 7월 1일 도쿄도 요쓰야구       | 쇼와시대 22년 3월 15일 도쿄도 신주쿠구 | 쇼와22년 5월 3일 특별구제        | 신주쿠구                    | 신주쿠구               | 신주쿠구   |
|                     | 미나미도시마군 | 요도바시정              | 요도바시정                      | 요도바시정                                    | 쇼와시대 7년 10월 1일 도쿄시에 편입, 요도바시구 | 쇼와시대 18년 7월 1일 도쿄도 요도바시구 | 쇼와시대 22년 3월 15일 도쿄도 신주쿠구 | 쇼와22년 5월 3일 특별구제        | 신주쿠구                    | 신주쿠구               | 신주쿠구   |
|                     | 미나미도시마군 | 오오쿠보촌              | 오오쿠보촌                      | 다이쇼시대 1년 12월 1일 정제                  | 쇼와시대 7년 10월 1일 도쿄시에 편입, 요도바시구 | 쇼와시대 18년 7월 1일 도쿄도 요도바시구 | 쇼와시대 22년 3월 15일 도쿄도 신주쿠구 | 쇼와22년 5월 3일 특별구제        | 신주쿠구                    | 신주쿠구               | 신주쿠구   |
|                     | 미나미도시마군 | 토즈카촌                | 토즈카촌                        | 다이쇼시대 3년 1월 1일 정제                   | 쇼와시대 7년 10월 1일 도쿄시에 편입, 요도바시구 | 쇼와시대 18년 7월 1일 도쿄도 요도바시구 | 쇼와시대 22년 3월 15일 도쿄도 신주쿠구 | 쇼와22년 5월 3일 특별구제        | 신주쿠구                    | 신주쿠구               | 신주쿠구   |
|                     | 미나미도시마군 | 오치아이촌              | 오치아이촌                      | 다이쇼시대 13년 2월 1일 정제                  | 쇼와시대 7년 10월 1일 도쿄시에 편입, 요도바시구 | 쇼와시대 18년 7월 1일 도쿄도 요도바시구 | 쇼와시대 22년 3월 15일 도쿄도 신주쿠구 | 쇼와22년 5월 3일 특별구제        | 신주쿠구                    | 신주쿠구               | 신주쿠구   |
|                     | 미나미도시마군 | 시부야촌                | 메이지시대 42년 1월 1일 정제    | 시부야정                                      | 다이쇼시대 7년 10월 1일 도쿄시에 편입, 시부야구 | 다이쇼시대 18년 7월 1일 도쿄도 시부야구 | 쇼와시대 22년 5월 3일 특별구제         | 쇼와시대 22년 5월 3일 특별구제   | 시부야구                    | 시부야구               | 시부야구   |
|                     | 미나미도시마군 | 센다가야촌              | 메이지시대 40년 4월 1일 정제    | 센다가야정                                    | 다이쇼시대 7년 10월 1일 도쿄시에 편입, 시부야구 | 다이쇼시대 18년 7월 1일 도쿄도 시부야구 | 쇼와시대 22년 5월 3일 특별구제         | 쇼와시대 22년 5월 3일 특별구제   | 시부야구                    | 시부야구               | 시부야구   |
|                     | 미나미도시마군 | 요요하타촌              | 요요하타촌                      | 다이쇼시대 4년 11월 10일 정제                 | 다이쇼시대 7년 10월 1일 도쿄시에 편입, 시부야구 | 다이쇼시대 18년 7월 1일 도쿄도 시부야구 | 쇼와시대 22년 5월 3일 특별구제         | 쇼와시대 22년 5월 3일 특별구제   | 시부야구                    | 시부야구               | 시부야구   |
|                     | 히가시타마군   | 나카노촌                | 메이지시대 30년 2월 1일 정제    | 나카노정                                      | 쇼와시대 7년 10월 1일 도쿄시에 편입, 나카노구   | 쇼와시대 18년 7월 1일 도쿄도 나카노구   | 쇼와시대 22년 5월 3일 특별구제         | 쇼와시대 22년 5월 3일 특별구제   | 나카노구                    | 나카노구               | 나카노구   |
|                     | 히가시타마군   | 노가타촌                | 노가타촌                        | 다이쇼시대 13년 4월 1일 정제                  | 쇼와시대 7년 10월 1일 도쿄시에 편입, 나카노구   | 쇼와시대 18년 7월 1일 도쿄도 나카노구   | 쇼와시대 22년 5월 3일 특별구제         | 쇼와시대 22년 5월 3일 특별구제   | 나카노구                    | 나카노구               | 나카노구   |
|                     | 히가시타마군   | 스기나미촌              | 스기나미촌                      | 다이쇼시대 13년 6월 1일 정제                  | 쇼와시대 7년 10월 1일 도쿄시에 편입, 스기나미구 | 쇼와시대 18년 7월 1일 도쿄도 스기나미구 | 쇼와시대 22년 5월 3일 스기나미구       | 쇼와시대 22년 5월 3일 스기나미구 | 스기나미구                  | 스기나미구             | 스기나미구 |
|                     | 히가시타마군   | 와다호리우치촌          | 와다호리우치촌                  | 다이쇼시대 15년 7월 1일 정제개칭 와다호리정   | 쇼와시대 7년 10월 1일 도쿄시에 편입, 스기나미구 | 쇼와시대 18년 7월 1일 도쿄도 스기나미구 | 쇼와시대 22년 5월 3일 스기나미구       | 쇼와시대 22년 5월 3일 스기나미구 | 스기나미구                  | 스기나미구             | 스기나미구 |
|                     | 히가시타마군   | 이오기촌                | 이오기촌                        | 다이쇼시대 15년 7월 1일 정제                  | 쇼와시대 7년 10월 1일 도쿄시에 편입, 스기나미구 | 쇼와시대 18년 7월 1일 도쿄도 스기나미구 | 쇼와시대 22년 5월 3일 스기나미구       | 쇼와시대 22년 5월 3일 스기나미구 | 스기나미구                  | 스기나미구             | 스기나미구 |
|                     | 히가시타마군   | 타카이도촌              | 타카이도촌                      | 다이쇼시대 15년 7월 1일 정제                  | 쇼와시대 7년 10월 1일 도쿄시에 편입, 스기나미구 | 쇼와시대 18년 7월 1일 도쿄도 스기나미구 | 쇼와시대 22년 5월 3일 스기나미구       | 쇼와시대 22년 5월 3일 스기나미구 | 스기나미구                  | 스기나미구             | 스기나미구 |

## 행정
- 역대군수

| 순 | 이름 | 취임연월일                  | 퇴임연월일                   | 비고                    |
| -- | ---- | --------------------------- | ---------------------------- | ----------------------- |
| 1  |      | 메이지 11년(1896년) 4월 1일 |                              |                         |
|    |      |                             | 다이쇼 15년(1926년) 6월 30일 | 군청 폐지으로 인한 폐지 |

## 같이 보기
- 니시타마군
- 미나미타마군
- 기타타마군
- 기타토시마군